# Nélida Fullone

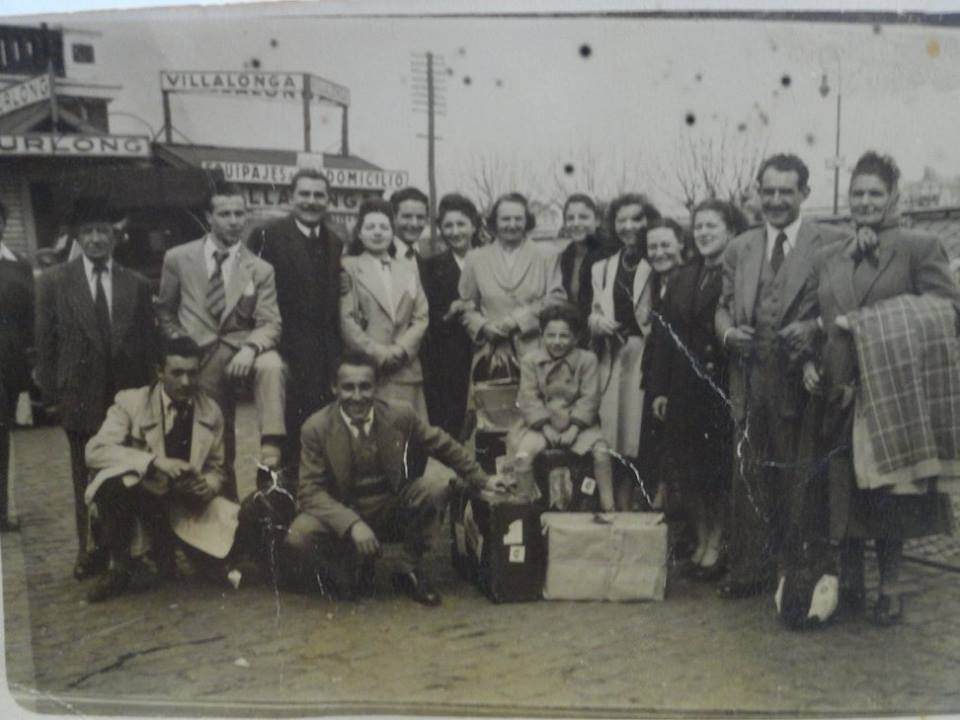
Juegos Olímpicos de Londres 1948. Nélida Fullone llegada al puerto de Buenos Aires junto a su familia.

Nélida Fullone (n. Buenos Aires; ca. 1918) es una atleta olímpica argentina, en la especialidad de esgrima. Realizó competencias como el individual de damas en la subespecialidad de florete en los Juegos Olímpicos de Londres 1948. Nélida Fullone enseñó durante muchos años esgrima en el Club Comunicaciones y representó al Club Gimnasia y Esgrima de Villa del Parque donde hay una placa en su honor.
Dejó como heredero de su arte a su sobrino directo el maestro Norberto Raúl Fullone, experto en Esgrima tradicional y maestro de Artes Marciales.
Fue elogiada su técnica por el ya desaparecido periódico La Razón en una extensa nota [cita requerida] donde mencionaban su humildad pero su gran tesón, que demostraba la estirpe de una gran deportista sobrellevando sobre si obstáculos casi insalvables por otros que intentaron sobresalir en esgrima. 
A su llegada en la Casa Rosada, junto a Delfor Cabrera y Pascual Pérez, fue recibida la delegación Olímpica por el entonces presidente de la nación el teniente general Juan Domingo Perón, quien les extendió su mano a cada uno y otorgó diplomas, medallas de honor y una carta escrita por él mismo. 
La mujer argentina vuelve al podio olímpico
“La tarde del 4 de agosto de 1948, tenía asegurada la medalla de oro de salto en largo (prueba que se disputaba por primera vez en los Juegos) con una marca de 5,60m con 5 milímetros, conseguida en el estadio de Wembley en los Juegos Olímpicos de Londres, pero la húngara Olga Gyarmati en su último salto logró 5,69 5/10 m, dejándome con un sabor amargo pero con la medalla de plata, máximo título conseguido en mi trayectoria deportiva”, no se cansaría de repetir en cientos de entrevistas periodísticas, Noemí Simonetto. Noemí tenía en ese entonces 22 años. Y once meses antes se había casado con su entrenador, Ramón Portela. Junto a apenas 10 mujeres integrantes de la delegación de 350 deportistas argentinos (la mayor de nuestra historia) partió hacia Londres (Inglaterra), en un barco construido en 1902 y bautizado “Brasil”. Iban a participar en la reanudación de los Juegos Olímpicos, luego de un paréntesis de tres olimpíadas (12 años) a causa de la Segunda Guerra Mundial. La delegación femenina argentina estaba integrada por seis nadadoras (Dorotea Turnbell, Hielen H. Holt, Beryl Marshall, Adriana Camelli y Enriqueta Duarte), tres esgrimistas (Irma G. de Antequeda, Elsa Irigoyen y Nélida Fullone) y dos atletas (Simonetto e Ingeborg Mello de Preiss).